# Милански дерби
Милански дерби (итал. Derby della Madonnina; назван по статуи Мадонине на врху Миланске катедрале) је фудбалски дерби између два истакнута миланска клуба, Интера и Милана.
У прошлости, Интер Милан (скраћено Интер) се сматрао клубом миланске буржоазије (надимак bauscia, милански термин који значи „хвалисавац“), док је за Милан углавном навијала радничка класа (надимак casciavid, што значи „шрафцигер“, алузија на радничку класу). Због свог богатијег порекла, навијачи Интера имали су „луксуз“ да до стадиона Сан Сиро оду мотоциклом (motoretta, још један надимак дат навијачима Интера). С друге стране, навијачи Милана су били познати и као tramvee или tranvee (тј. могли су се превести до стадиона само „трамвајем“ или јавним превозом). Данас је ова социоекономска подела углавном ублажена и преференција за било који клуб је лична или породична.
Одвијајући се најмање два пута током године путем лигашких утакмица, ово ривалство између градова проширило се на Куп Италије, Лигу шампиона и Суперкуп Италије, као и на мање турнире и пријатељске утакмице. То је један од ретких великих дербија између градова у фудбалу који се увек игра на истом стадиону, у овом случају на Сан Сиру, јер и Интер и Милан називају Сан Сиро „домом“. Иако оба клуба деле овај стадион, ултраси Интера традиционално заузимају северни део стадиона (Curva Nord), док ултраси Милана заузимају јужни део (Curva Sud).
Оба клуба су међу најуспешнијима у историји италијанског фудбала.

## Дерби дела Мадонина (статистика)

### Званични мечеви
Од 23. априла 2025.
| Такмичење                                | ИГ  | Интер | Н  | Милан | ГолИнтер | ГолМилан |
| ---------------------------------------- | --- | ----- | -- | ----- | -------- | -------- |
| Првенство Италије (1909–1929, 1945–1946) | 22  | 8     | 3  | 11    | 40       | 36       |
| Серија А (1929–1943, 1946–данас)         | 182 | 70    | 57 | 55    | 260      | 234      |
| Укупно првенствених мечева               | 204 | 78    | 60 | 66    | 300      | 270      |
| Национална лига (1943–1944)              | 2   | 1     | 0  | 1     | 3        | 3        |
| Куп Италије                              | 29  | 9     | 9  | 11    | 28       | 38       |
| Суперкуп Италије                         | 3   | 1     | 0  | 2     | 6        | 5        |
| Укупно сва домаћа такмичења              | 238 | 89    | 69 | 80    | 337      | 316      |
| Лига шампиона                            | 6   | 2     | 2  | 2     | 4        | 6        |
| Укупно званичних мечева                  | 244 | 91    | 71 | 82    | 341      | 322      |

| ИГ: одиграно утакмица               |
| Интер: победа Интера                |
| Н: нерешено                         |
| Милан: победа Милана                |
| ГолИнтер: постигнутих голова Интера |
| ГолМилан: постигнутих голова Милана |

### Незванични мечеви
| \| Такмичење \| ИГ \| Интер \| Н \| Милан \| ГолИнтер \| ГолМилан \| \| ------------------------- \| -- \| ----- \| -- \| ----- \| -------- \| -------- \| \| Домаћи турнири \| 64 \| 22 \| 10 \| 32 \| 113 \| 143 \| \| Међународни турнири \| 7 \| 2 \| 1 \| 4 \| 11 \| 12 \| \| Укупно незваничних мечева \| 71 \| 24 \| 11 \| 36 \| 124 \| 155 \| |    |       |    |       |          |          |
| Такмичење | ИГ | Интер | Н  | Милан | ГолИнтер | ГолМилан |
| Домаћи турнири | 64 | 22    | 10 | 32    | 113      | 143      |
| Међународни турнири | 7  | 2     | 1  | 4     | 11       | 12       |
| Укупно незваничних мечева | 71 | 24    | 11 | 36    | 124      | 155      |

### Укупна статистика
| \| Такмичење \| ИГ \| Интер \| Н \| Милан \| ГолИнтер \| ГолМилан \| \| ----------------- \| --- \| ----- \| -- \| ----- \| -------- \| -------- \| \| Званични мечеви \| 244 \| 91 \| 71 \| 82 \| 341 \| 322 \| \| Незванични мечеви \| 71 \| 24 \| 11 \| 36 \| 124 \| 155 \| \| Укупно мечева \| 315 \| 115 \| 82 \| 118 \| 465 \| 477 \| |     |       |    |       |          |          |
| Такмичење | ИГ  | Интер | Н  | Милан | ГолИнтер | ГолМилан |
| Званични мечеви | 244 | 91    | 71 | 82    | 341      | 322      |
| Незванични мечеви | 71  | 24    | 11 | 36    | 124      | 155      |
| Укупно мечева | 315 | 115   | 82 | 118   | 465      | 477      |

## Највећи успеси
Ажурирано 6. јануар 2025.
| Интер                                   | Такмичење                              | Милан |
| --------------------------------------- | -------------------------------------- | ----- |
| Домаћа такмичења                        |                                        |       |
| 20                                      | Првенство Италије                      | 19    |
| 9                                       | Куп Италије                            | 5     |
| 8                                       | Суперкуп Италије                       | 8     |
| 37                                      | Укупно                                 | 32    |
| Европска и остала међународна такмичења |                                        |       |
| 3                                       | Куп европских шампиона / Лига шампиона | 7     |
| —                                       | Куп победника купова                   | 2     |
| 3                                       | Куп УЕФА / Лига Европе                 | —     |
| —                                       | Суперкуп Европе / УЕФА суперкуп        | 5     |
| 2                                       | Интерконтинентални куп                 | 3     |
| 1                                       | Светско клупско првенство              | 1     |
| —                                       | Латински куп                           | 2     |
| —                                       | Митропа куп                            | 1     |
| 1                                       | Међународни куп шампиона               | —     |
| 10                                      | Укупно                                 | 21    |
| 47                                      | Укупно свих трофеја                    | 53    |